# Plataforma continental

Plataforma continental y su relación con otros elementos del margen continental

Las plataformas continentales, coloreadas en cian.

Diagrama de los ecosistemas oceánicos. La zona A corresponde a la plataforma continental interna y la B1 a la externa.

La plataforma continental  es la superficie de un fondo submarino próximo a la costa y con profundidades inferiores a 200 metros. Su amplitud desde la costa es variable, desde escasos metros hasta cientos de kilómetros. Es la continuación submarina de los continentes, es decir,  su basamento geológico está constituido por corteza continental. En ella abunda la vida animal y vegetal por lo que es de gran importancia económica.
El agua que la cubre suele contener vida marina en abundancia y la mayor parte de la pesca se realiza en esta zona. Aquí se encuentra la cuarta parte de la producción mundial de petróleo y gas procedente de las rocas que se encuentran debajo.

## En el derecho internacional
El Convenio de Ginebra de 1958 sobre plataforma continental, en su artículo 1, entendía por plataforma continental: 

La plataforma continental circunda a los continentes hasta una profundidad media de 200 m, lo cual, dada su escasa pendiente, representa una anchura de cerca de 90 km en promedio. Su límite exterior se caracteriza precisamente por un cambio brusco de esta pendiente: el fondo, en cuya base se halla el fondo del océano.
Artículo 1 del Convenio de Ginebra de 1958

Este concepto, a efectos de derecho internacional, fue modificado por la Convención sobre el Derecho del Mar de 1982 (Convemar), que estableció: 

La plataforma continental de un Estado ribereño comprende el lecho y el subsuelo de las áreas submarinas que se extienden más allá de su mar territorial y a todo lo largo de la prolongación natural de su territorio hasta el borde exterior del margen continental, o bien hasta una distancia de 200 millas marinas contadas desde las líneas de base a partir de las cuales se mide la anchura del mar territorial, en los casos en que el borde exterior del margen continental no llegue a esa distancia.
Artículo 76.1 f de la Convención sobre el Derecho del Mar (1982)

El margen continental comprende la prolongación sumergida de la masa continental del Estado ribereño y está constituido por el lecho y el subsuelo de la plataforma, el talud y la emersión continental. No comprende el fondo oceánico profundo con sus crestas oceánicas ni su subsuelo. Los puntos fijos que constituyen la línea del límite exterior de la plataforma continental en el lecho del mar, deben estar situados a una distancia que no exceda de 350 millas marinas contadas desde las líneas de base a partir de las cuales se mide la anchura del mar territorial o de 100 millas marinas contadas desde la isóbata de 2500 metros, que es una línea que une profundidades de 2500 metros.

## Distribución geográfica

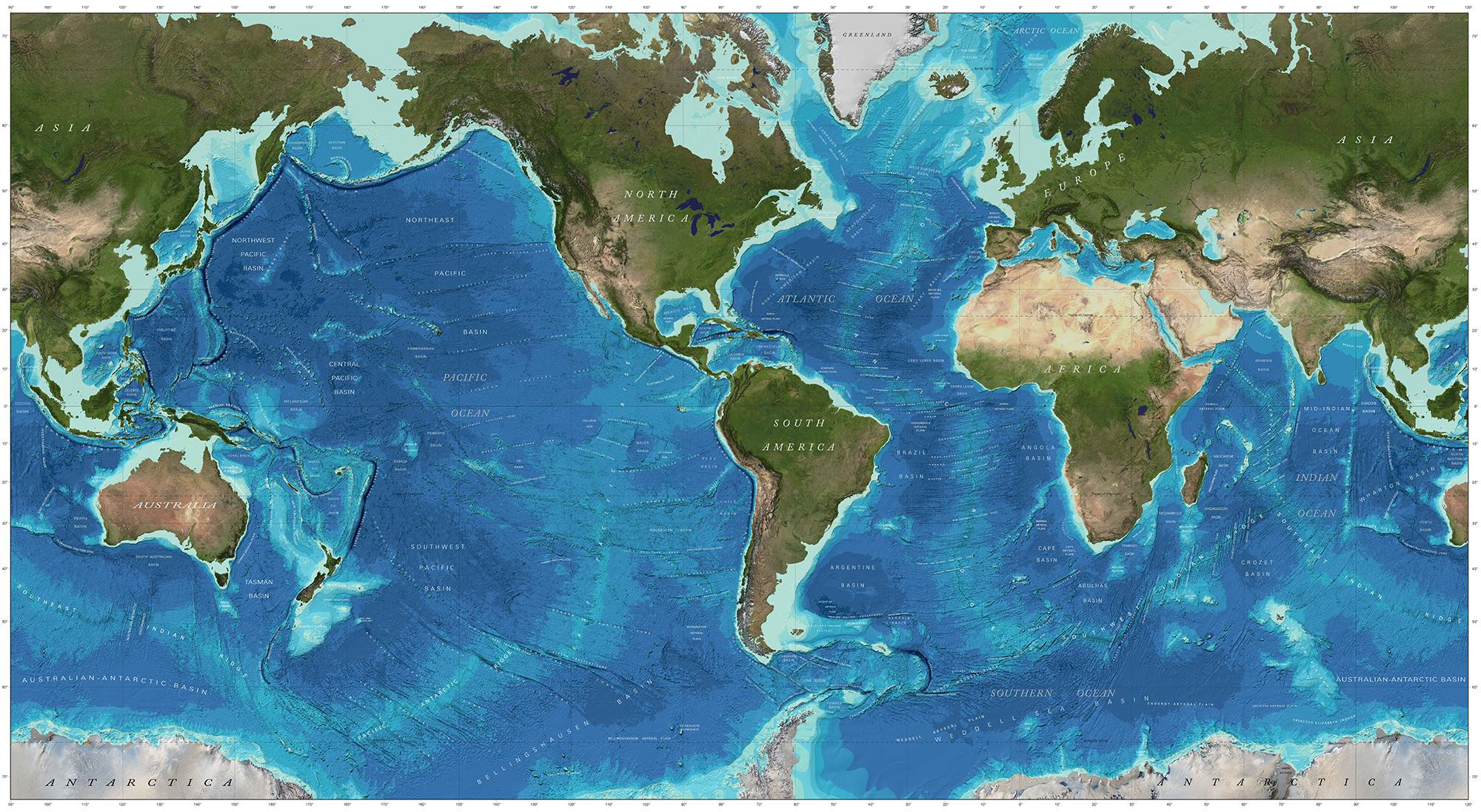
Plataformas continentales globales, mostradas en color celeste.

Las plataformas continentales cubren un área de unos 27 millones de km2, lo que equivale a un 7% de la superficie de los océanos. La anchura de la plataforma continental varía considerablemente: no es raro que una zona no tenga prácticamente ninguna plataforma, sobre todo cuando el borde delantero de una placa oceánica en avance se sumerge bajo la corteza continental en una zona de subducción en alta mar, como ocurre en la costa de Chile o en la costa occidental de Sumatra. La plataforma más grande, la de Siberia, en el océano Ártico, tiene una anchura de 1.500 kilómetros. El Mar de China Meridional se extiende sobre otra extensa zona de plataforma continental, la Plataforma de Sonda, que une Borneo, Sumatra y Java con el continente asiático. Otras masas de agua conocidas que recubren las plataformas continentales son el Mar del Norte y el Golfo Pérsico. La anchura media de las plataformas continentales es de unos 80 km. La profundidad de la plataforma también varía, pero en general se limita a aguas de menos de 100 m (328,1 pies). La pendiente de la plataforma suele ser bastante baja, del orden de 0,5°; el relieve vertical también es mínimo, de menos de 20 m (65,6 pies).
Si bien la plataforma continental es analizada como una provincia fisiográfica del océano, no forma parte de la propia cuenca oceánica profunda, sino de los márgenes inundados del continente. Los márgenes pasivos continentales tales como la mayoría de las costas del Atlántico tienen  plataformas anchas y poco profundas, a base de gruesas capas de depósitos sedimentarios producto de importantes procesos erosivos del continente adyacente. Los márgenes continentales activos tienen plataformas angostas relativamente pronunciadas, a causa de terremotos frecuentes que desplazan el sedimento hacia las profundidades marinas.
| Océano                       | Margen medio activo (km) | Margen máximo activo (km) | Margen medio pasivo (km) | Margen máximo pasivo (km) | Margen medio total (km) | Margen máximo total (km) |
| ---------------------------- | ------------------------ | ------------------------- | ------------------------ | ------------------------- | ----------------------- | ------------------------ |
| Océano Ártico                | 0                        | 0                         | 104.1 ± 1.7              | 389                       | 104.1 ± 1.7             | 389                      |
| Océano Índico                | 19 ± 0.61                | 175                       | 47.6 ± 0.8               | 238                       | 37 ± 0.58               | 238                      |
| Mar Mediterráneo y Mar Negro | 11 ± 0.29                | 79                        | 38.7 ± 1.5               | 166                       | 17 ± 0.44               | 166                      |
| Océano Atlántico Norte       | 28 ± 1.08                | 259                       | 115.7 ± 1.6              | 434                       | 85 ± 1.14               | 434                      |
| Océano Pacífico Norte        | 39 ± 0.71                | 412                       | 34.9 ± 1.2               | 114                       | 39 ± 0.68               | 412                      |
| Océano Atlántico Sur         | 24 ± 2.6                 | 55                        | 123.0 ± 2.5              | 453                       | 104 ± 2.4               | 453                      |
| Océano Pacífico Sur          | 214 ± 2.86               | 357                       | 96.1 ± 2.0               | 778                       | 110 ± 1.92              | 778                      |
| Suma de los Océanos          | 31 ± 0.4                 | 412                       | 88.2 ± 0.7               | 778                       | 57 ± 0.41               | 778                      |

## Relevancia económica
Debido a que es relativamente más accesible, la plataforma continental es la parte del suelo oceánico mejor conocida. La mayor parte de la exploración oceánica comercial, como la extracción de minerales metálicos, minerales no metálicos y de hidrocarburos, tiene lugar en la plataforma continental.
La definición legal de plataforma continental difiere significativamente de la definición geológica. La Convención de las Naciones Unidas sobre el Derecho del Mar (UNCLOS) establece que la plataforma se extiende hasta el límite del margen continental, pero no menos de 370 km ni más de 650 km desde la línea de base. Así, las islas volcánicas habitadas como las Islas Canarias, que no tienen plataforma continental propiamente dicha, tienen plataforma continental legal, mientras que las islas inhabitables no tienen plataforma continental.
En 1930, muchas naciones empezaron a darse cuenta del valor de sus plataformas continentales y solicitaron nuevas leyes que sustituyeran a las anteriores, que limitaban su territorio a sólo tres millas de la costa. En 1945, Estados Unidos fue el primero en obtener el control de la plataforma continental. Las leyes internacionales evolucionaron, y en 1982 se promulgó la Convención de la ONU sobre el Derecho del Mar para regular los recursos marinos y la contaminación en todo el mundo. Las leyes internacionales siguen siendo muy debatidas y sufren cambios para permitir un acceso justo al tiempo que se protegen los recursos que pertenecen a las distintas naciones.

### Pesca
Las plataformas continentales son un oasis en el océano para las plantas y los animales debido a la abundancia de luz solar, las aguas poco profundas y los sedimentos con cargas de nutrientes  a través de la escorrentía de los ríos, la acción de las olas y, en algunas zonas, el afloramiento. Aunque muchas zonas de la plataforma reciben una cantidad importante de nutrientes procedentes del afloramiento de aguas oceánicas más profundas.
Además de la gran cantidad de vida bentónica, la plataforma continental alberga una gran variedad de especies como el atún, la sardina, la caballa y el bacalao. La gente ha dependido de la plataforma continental durante miles de años para obtener el 90% de la producción pesquera del mundo y, más recientemente, para el petróleo. Según la teoría abiogénica, los combustibles fósiles se formaron cuando antiguas plantas y animales cayeron a la roca sedimentaria del fondo oceánico.
Los arrastreros de fondo que recorren las plataformas continentales desembarcan anualmente unos 19 millones de toneladas de peces e invertebrados, casi una cuarta parte de los desembarcos marinos salvajes. La extensión de la huella de la pesca de arrastre de fondo (el área del lecho marino que se arrastra al menos una vez en una región y un período de tiempo determinados) ha sido cuantificada utilizando datos del sistema de seguimiento de buques por satélite (VMS) de alta resolución y los cuadernos de bitácora en 24 plataformas continentales y taludes hasta 1000 m de profundidad durante al menos 2 años. La huella de la pesca de arrastre varió notablemente entre regiones: desde <10% de la superficie del lecho marino en aguas australianas y neozelandesas, las Islas Aleutianas, el Mar de Bering oriental, el sur de Chile y el Golfo de Alaska hasta >50% en algunos mares europeos. En general, el 14% de los 7,8 millones de km2 de las zonas estudiadas fueron arrastrados y el 86% no fueron arrastrados. La actividad de arrastre fue agregada; las zonas de mayor intensidad de arrastre, que representaban el 90% de la actividad, comprendían el 77% de la huella en promedio.

### Minería
La minería en la plataforma continental, ha ganado relevancia debido a los avances tecnológicos y a la creciente demanda de minerales esenciales para diversas industrias. Varios países han iniciado o planificado actividades mineras en estas zonas, enfrentando desafíos y consideraciones específicas.
Iniciativas de Minería en Aguas Profundas en Noruega
En enero de 2024, el parlamento de Noruega autorizó a varias empresas a explorar recursos mineros en el fondo marino, centrándose principalmente en sulfuros masivos del fondo oceánico (SMS) y posibles costras ricas en cobalto dentro de su zona económica exclusiva (ZEE) y en su plataforma continental extendida. Estas exploraciones se concentran en áreas de las dorsales de Mohns y Knipovich, cerca de Jan Mayen y Svalbard, en el Atlántico Norte. Empresas emergentes noruegas, como Loke Marine Minerals, Green Minerals y Adepth Minerals, han manifestado interés en obtener licencias para estos proyectos.
Sin embargo, en diciembre de 2024, Noruega suspendió sus planes de minería en aguas profundas en el Ártico debido a presiones políticas, particularmente del partido Izquierda Socialista (SV), que condicionó su apoyo al presupuesto gubernamental a la paralización de estos proyectos. La suspensión permitirá la realización de estudios de impacto ambiental y el desarrollo de regulaciones adecuadas. Organizaciones ambientalistas, como Greenpeace, celebraron esta decisión como una victoria para la conservación de los océanos.
Exploración en la Zona Clarion-Clipperton (CCZ)
La Zona Clarion-Clipperton, una vasta región del lecho marino del océano Pacífico entre Hawái y México, es rica en nódulos polimetálicos que contienen manganeso, níquel, cobre y cobalto. La Autoridad Internacional de los Fondos Marinos (ISA) ha emitido 19 licencias de exploración en esta área, con planes iniciales para comenzar operaciones de extracción comercial a gran escala en 2021. La ISA tenía previsto publicar el código de minería en aguas profundas en julio de 2023, momento a partir del cual se evaluarían las solicitudes de licencias comerciales.
En julio de 2021, Nauru invocó la "regla de los dos años", lo que obligó a la ISA a acelerar la elaboración de regulaciones mineras. Sin embargo, hasta julio de 2023, la ISA aún no había finalizado dichas normativas, lo que ha generado incertidumbre sobre el inicio de la minería comercial en la CCZ.
Expansión de la Plataforma Continental de Estados Unidos
A finales de 2023, Estados Unidos anunció una significativa expansión de su plataforma continental, agregando aproximadamente 1 millón de kilómetros cuadrados de lecho marino. Esta extensión otorga a EE. UU. acceso legal a vastos recursos del fondo oceánico, cuyo valor podría ascender a billones de dólares. A pesar de esta expansión, no hay planes inmediatos para actividades mineras. El proyecto, liderado por el oceanógrafo Larry Mayer durante dos décadas con una inversión de más de 100 millones de dólares, implicó extensos estudios cartográficos y análisis de datos.
Impactos Ambientales y Sociales
La minería en la plataforma continental ha generado preocupaciones ambientales y sociales. En Indonesia, por ejemplo, la expansión de la minería de níquel para satisfacer la demanda global ha afectado negativamente a comunidades locales. En regiones como Kabaena, las actividades mineras han provocado degradación ambiental, problemas de salud y la interrupción de medios de vida tradicionales. La contaminación del agua y la deforestación han causado pérdidas económicas y un aumento de problemas de salud entre los habitantes.
De manera similar, en Nueva Caledonia, la extracción de níquel para baterías de vehículos eléctricos ha generado conflictos entre los intereses mineros y la conservación ambiental. La biodiversidad única de la isla, que se ha desarrollado en suelos ricos en níquel, enfrenta amenazas debido a la minería. Los esfuerzos por equilibrar la demanda de minerales para tecnologías sostenibles con la preservación de ecosistemas raros reflejan los complejos desafíos del ambientalismo moderno.